# شبابة بن سوار
أبو عمرو شبابة بن سوار الفزاري إمام حافظ حجة، وأحد رواة الحديث النبوي.

## طلبه للعلم
ولد في حدود عام 130 هـ . روى عن أوس بن أبي إسحاق، وابن أبي ذئب، وحريز بن عثمان، وشعبة، وإسرائيل، وعبد الله بن العلاء بن زبر، وورقاء، وسفيان الثوري وطبقتهم. وعنه حدث أحمد بن حنبل وإسحاق بن راهويه، وعلي، ويحيى، وأبو خيثمة، والحسن الحلواني، وأحمد بن الفرات، ومحمد بن عاصم الثقفي، وعباس الدوري، وعبد الله بن روح، وخلق كثير. كان من كبار الأئمة إلا أنه مرجئ.

## مكانته العلمية
- قال أحمد العجلي: «قيل لشبابة أليس الإيمان قولا وعملا، قال إذا قال فقد عمل».
- قال أبو زرعة: «رجع شبابة عن الإرجاء».
- قال أحمد بن حنبل: «كان شعبة يتفقد أصحاب الحديث، فقال يوما ما فعل ذاك الغلام الجميل يعني شبابة».
- قال ابن قتيبة: «خرج شبابة إلى مكة فمات بها».
- قال أحمد بن حنبل: «كان داعية إلى الإرجاء».
- قال أبو حاتم: «صدوق، ولا يحتج به».
- قال أبو أحمد بن عدي: « يقال اسمه مروان، ولقبه شبابة».
- روى أحمد بن أبي يحيى عن أحمد بن حنبل قال: «تركته للإرجاء».
- قال عثمان الدارمي: «قلت ليحيى فشبابة في شعبة، قال ثقة».
- قال علي بن المديني: «صدوق إلا أنه يرى الإرجاء، ولا ينكر لمن سمع ألوفا أن يجيء بخبر غريب».
- قال عبد الله بن أحمد بن حنبل: «كان أبي ينكر حديث شبابة، عن شعبة، عن معن قال: كان ينتبذ لعبد الله في جر».

## وفاته
قال طائفة مات شبابة سنة 206 هـ .